# SharpDevelop
SharpDevelop (còn được viết là #develop) là một phần mềm tự do, môi trường phát triển tích hợp trong môi trường .NET. Về giao diện, nó có nhiều điểm tương đồng với Visual Studio, nhưng kích thước nhỏ hơn.
Cho đến nay có các phiên bản chính của SharpDevelop:
- 1.1: Dùng với bộ.NET 1.1, hỗ trợ các ngôn ngữ lập trình C#, VB.NET và Boo.
- 2.2: Dùng với bộ.NET 2.0, hỗ trợ các ngôn ngữ kể trên.
- 3.0 và 3.1: Dùng với một trong các bộ.NET: 2.0, 3.0, và 3.5. Hỗ trợ thêm lập trình F# và IronPython.
- 3.2: Ngoài các ngôn ngữ được hỗ trợ trong các phiên bản trước (C#, VB.NET,Boo, F#, IronPython) thì SharpDevelop còn hỗ trợ thêm IronRuby và có thêm tính năng mới là SharpDevelop Report (SDR - hỗ trợ thao tác trên các báo cáo).
- Từ phiên bản 4.x SharpDevelop đã hỗ trợ .NET Framework 4.0 (từ 4.2 hỗ trợ .NET Framework 4.5). Bản 4.2 và các bản sau này hỗ trợ thêm ASP.NET MVC 3. Phiên bản mới nhất là 4.3 beta

Nhóm phát triển đã bắt đầu phát triển SharpDevelop từ năm 2000, ban đầu là phiên bản beta.52 (ngày 15 tháng 12 năm 2000), và sau đó lần lượt các phiên bản mới được tung ra với nhiều sự đổi mới về tính năng cũng như khắc phục các lỗi ở phiên bản trước đó.
SharpDevelop chỉ chạy trên nền Windows. Trong Linux, phần mềm MonoDevelop chạy với bộ Mono thường được sử dụng.
Nó thường được sử dụng như là một sự thay thế cho Visual Studio. NET của Microsoft. Ngay từ đầu trong sự phát triển của nó đã có một phân nhánh tới Mono/Gtk # gọi là MonoDevelop bao gồm hỗ trợ đa nền tảng.
Để hoàn chỉnh mã SharpDevelop sử dụng các cú pháp riêng của mình cho C# và VB.NET. Chúng được tạo ra bằng cách sử dụng mô tả ngữ pháp và phiên bản sửa đổi của trình phát sinh biên dịch Coco/R của Đại học Linz. Mã nguồn chứa trình phát sinh này. Đối với Boo, các cú pháp từ trình biên dịch Boo được sử dụng, nhưng giải quyết các kiểu biểu thức và các kiểu suy luận được thực hiện với các mã tùy chỉnh để hỗ trợ lượng giá trễ (lượng giá lười) các kiểu. SharpDevelop 1.1 có thể nhập các dự án bằng được viết bằng Visual Studio, SharpDevelop 2.0 có thể mở và chỉnh sửa chúng trực tiếp. Nó cũng có thể dịch toàn bộ các dự án từ VB.NET thành C# và ngược lại.
SharpDevelop 2.0 có một trình gỡ lỗi tích hợp. Nó dùng thư viện riêng gỡ lỗi riêng của mình để kết nối với Microsoft. NET khi thực thi bằng cách sử dụng COM interop.
Trong khi SharpDevelop 2.0 sử dụng cùng các tập tin dự án MSBuild như Visual Studio, vẫn còn có khả năng sử dụng các trình biên dịch.NET khác chẳng hạn như các phiên bản nền tảng cũ (1.0, 1.1) hoặc trình biên dịch Mono.